# Mistrzostwa Świata w Biathlonie 1976
Mistrzostwa Świata w Biathlonie w 1976 roku odbyły się w Anterselvie. Po raz pierwszy stało się to w roku olimpijskim, przez co mistrzami świata w biegu indywidualnym i sztafecie zostali zwycięzcy konkursów z igrzysk w Innsbrucku. Ponieważ 10-kilometrowy sprint nie był dyscypliną olimpijską, rozegrano dodatkowe mistrzostwa we Włoszech. Zdominowali go zawodnicy radzieccy, którzy zajęli całe podium.

## Wyniki

### Sprint
| Pozycja | Zawodnik            | Narodowość     | Strzelanie | Wynik   |
| ------- | ------------------- | -------------- | ---------- | ------- |
|         | Aleksandr Tichonow  | ZSRR           | 4 (1+3)    | 36:48,2 |
|         | Aleksandr Jelizarow | ZSRR           | 1 (1+0)    | +3,3    |
|         | Nikołaj Krugłow     | ZSRR           | 2 (2+0)    | +31,7   |
| 4.      | Heikki Ikola        | Finlandia      | 1 (0+1)    | +1:06,6 |
| 5.      | Henrik Flöjt        | Finlandia      | 2 (0+2)    | +1:17,2 |
| 6.      | Willy Bertin        | Włochy         | 2 (1+1)    | +1:23,8 |
| 7.      | Esko Saira          | Finlandia      | 2 (0+2)    | +1:38,5 |
| 8.      | Klaus Gehrke        | RFN            | 2 (1+1)    | +1:42,2 |
| 9.      | Tor Svendsberget    | Norwegia       | 3 (0+3)    | +1:47,1 |
| 10.     | Antonín Kříž        | Czechosłowacja | 3 (3+0)    | +1:55,5 |
| 11.     | Albert Mächler      | Szwajcaria     | 1 (1+0)    | +1:57,9 |
| 12.     | Terje Hanssen       | Norwegia       | 3 (0+3)    | +2:05,8 |
| 13.     | Jan Szpunar         | Polska         | 2 (0+2)    | +2:24,4 |
| 14.     | Lars-Göran Arwidson | Szwecja        | 3 (1+2)    | +2:35,5 |
| 15.     | Gerd Winkler        | RFN            | 4 (1+3)    | +2:46,4 |
| ...     |                     |                |            |         |
| 22.     | Andrzej Rapacz      | Polska         | 4 (2+2)    | +3:21,3 |
| 31.     | Wojciech Truchan    | Polska         | 5 (3+2)    | +4:10,4 |
| 47.     | Ludwik Zięba        | Polska         | 3 (0+3)    | +6:05,3 |

## Klasyfikacja medalowa
| Miejsce | Państwo |   |   |   | Razem |
| ------- | ------- | - | - | - | ----- |
| 1       | ZSRR    | 1 | 1 | 1 | 3     |